# Улица Эрнестинес
Улица Эрнестинес (латыш. Ernestīnes iela) — улица в Земгальском предместье города Риги, в историческом районе Агенскалнс. Пролегает в юго-западном направлении, от улицы Баложу до перекрёстка с улицей Маргриетас. Общая длина улицы составляет 1229 метров.
Улица Эрнестинес на всём протяжении асфальтирована, разрешено движение в обоих направлениях. Общественный транспорт по улице не курсирует.

## История
Улица впервые показана на плане города 1880–1883 годов под своим нынешним названием (нем. Ernestinenstasse, рус. Эрнестинская улица или Эрнестиненская улица). Переименований улицы не было.
Первоначально улица пролегала лишь от ул. Баложу до ул. Олгас, в 1901 году продлена по незастроенной территории (луга и сосновое редколесье) до улицы Маргриетас, но эта часть считалась частной улицей, поскольку проходила по территории усадьбы Шварцмуйжа.
К 1940 году на улице Эрнестинес официально было пронумеровано 44 земельных участка.

## Примечательные объекты
На улице Эрнестинес преимущественно сохранилась историческая застройка начала XX века.
- Дом № 1 — деревянный доходный дом Стицинского (рубеж XIX–XX веков, памятник архитектуры местного значения)[5].
- Дом № 3A — деревянный жилой дом (1897 г., памятник архитектуры местного значения)[6].
- Дом № 4 — доходный дом с вензелем S.W. на фасаде, 1912 г.
- Квартал по нечётной стороне между улицами Мелнсила и Лапу занимает Молодёжный сад (до 1930-х годов — частный сад семьи Аугсбургов).
- Дом № 24 — бывший доходный дом К. Шепко (1939, архитектор А. Браунфельд). Удостоен второй премии городского конкурса на лучший проект жилого здания (1939)[4].
- Дом № 32 и 32А — комплекс из двух жилых домов (1909, памятник архитектуры местного значения)[7].
- Дом № 33 — гостиница (построена в 1940 г.); в советское время здание использовалось как детский приют, противотуберкулёзный диспансер[4].
- Дом № 34 — бывшая богадельня немецкого общества помощи (до 1939), ныне в ведении военного ведомства. Здание построено в 1901 г., памятник архитектуры местного значения[8].
- Дом № 38 — бывший доходный дом А. Звиедриса (1938 г.).

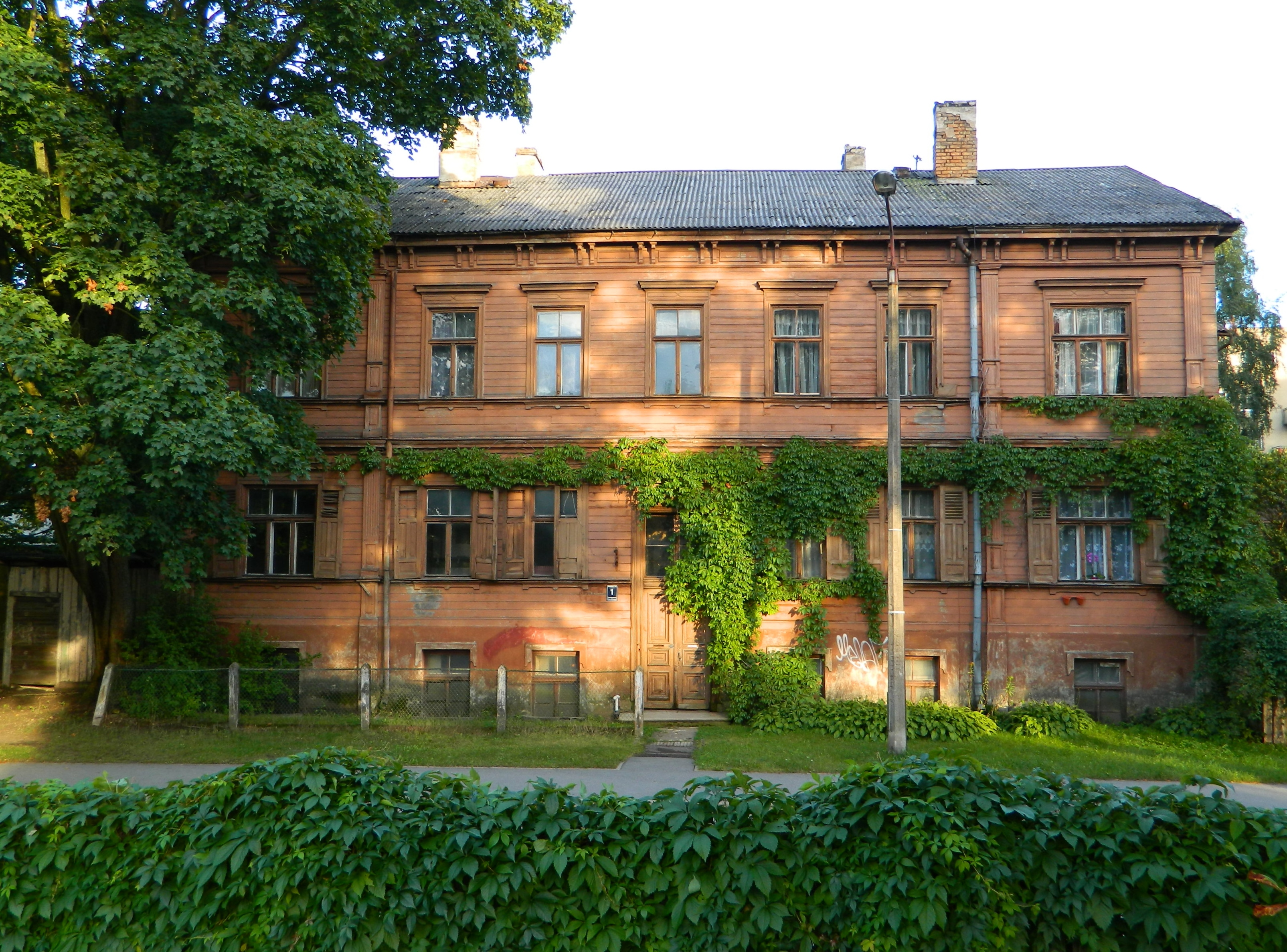
Дом № 1
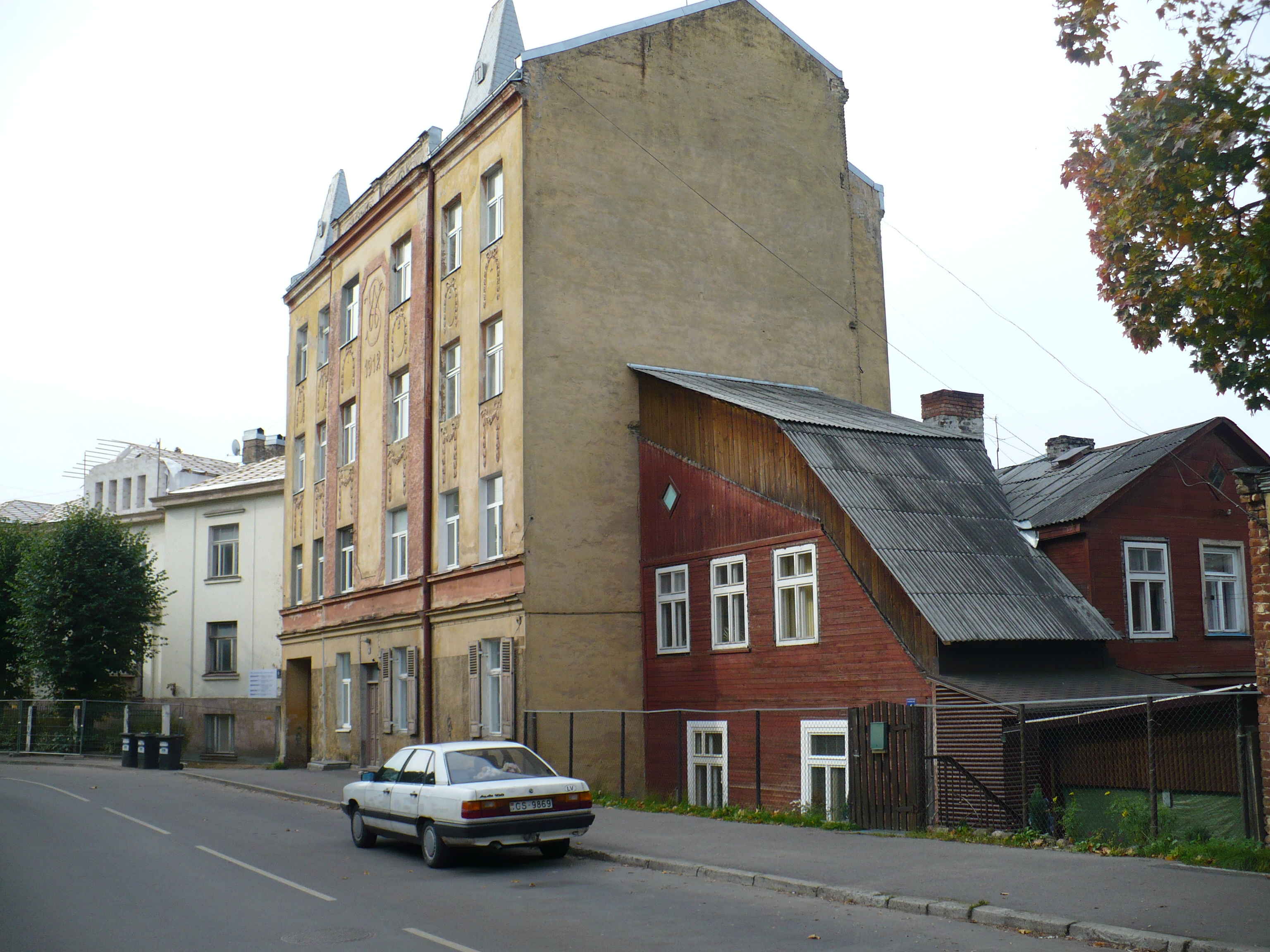
Вид на дома № 4 и 4A
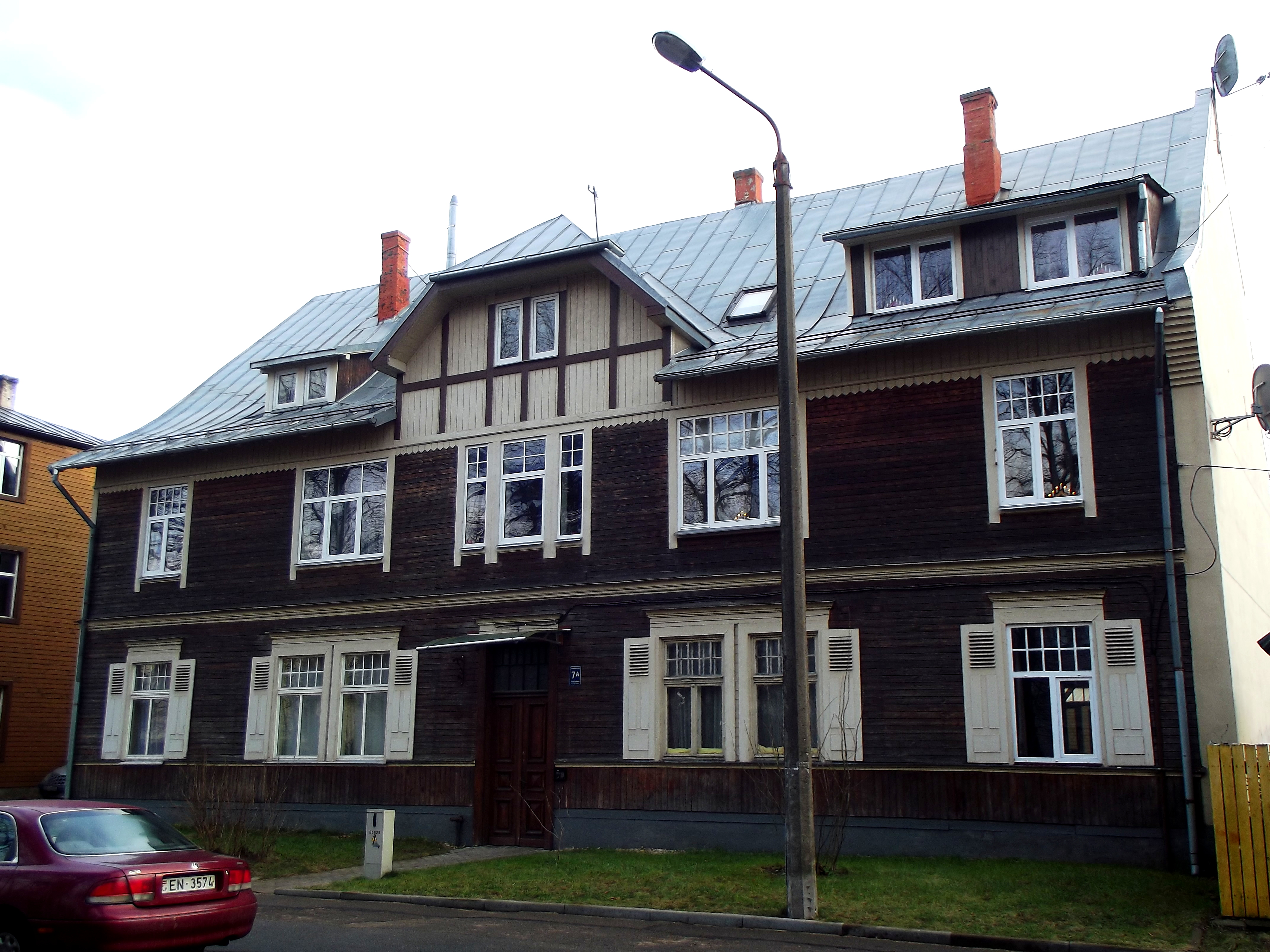
Дом № 7A
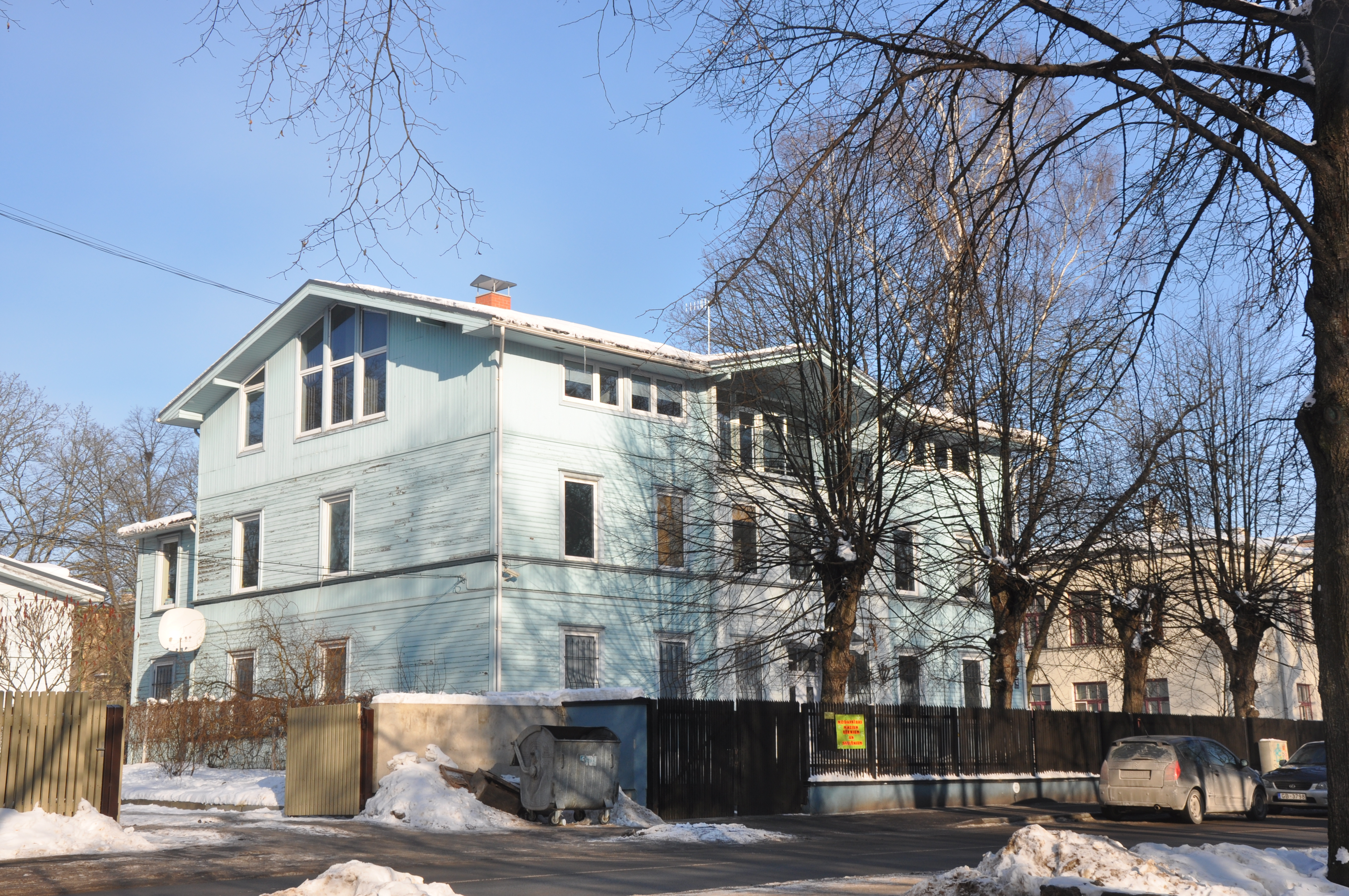
Дом № 12
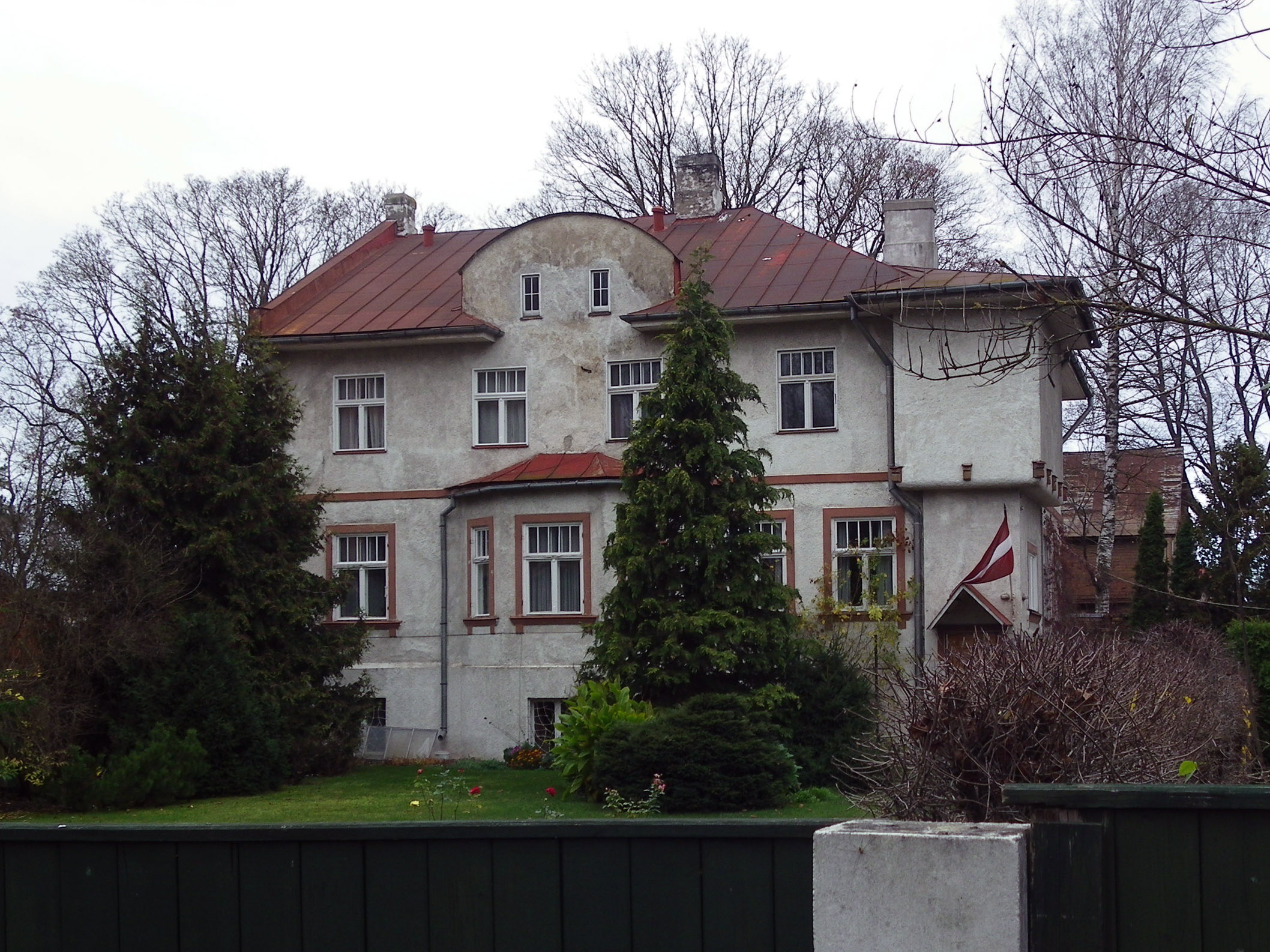
Дом № 22
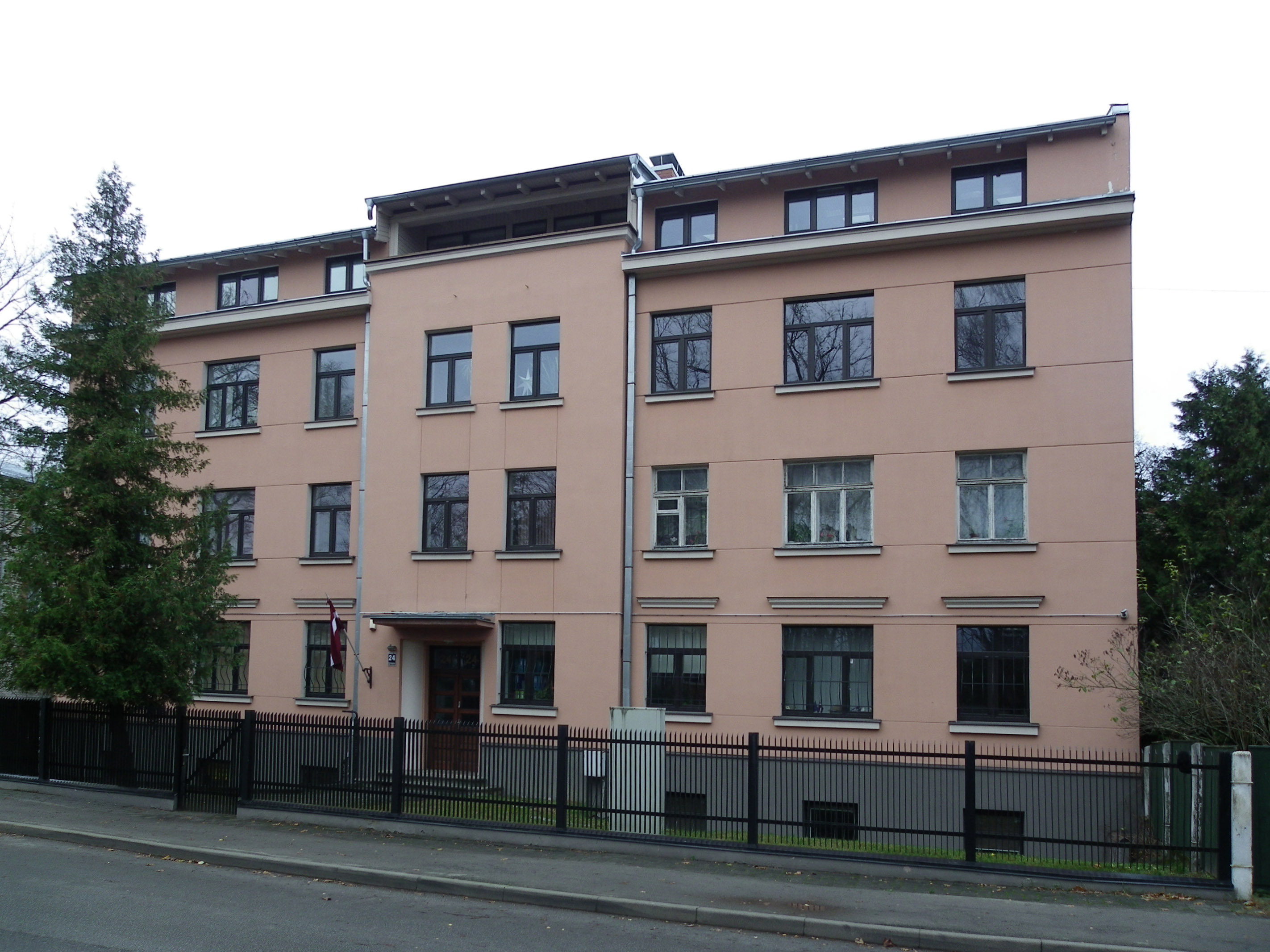
Дом № 24
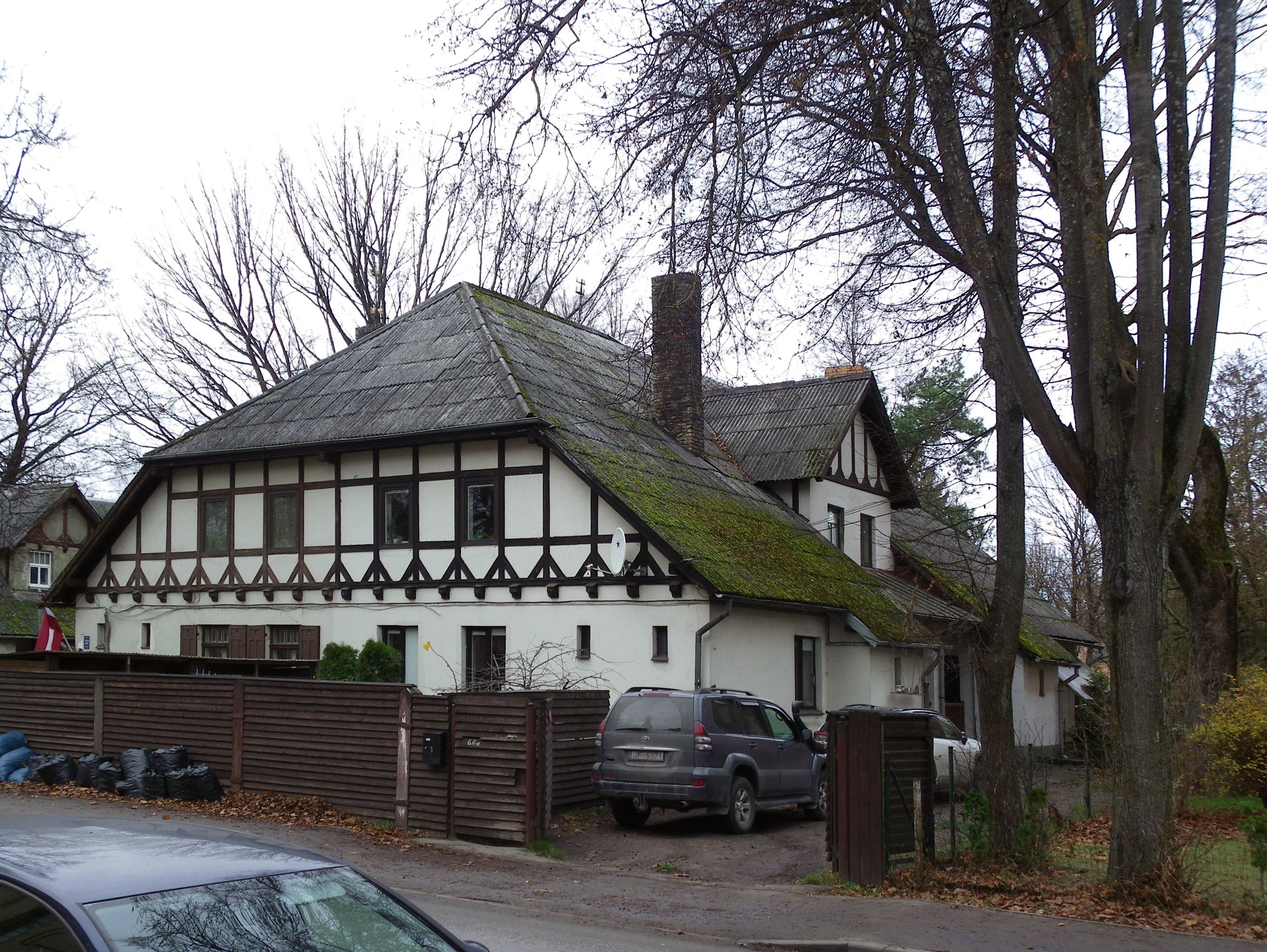
Дом № 32
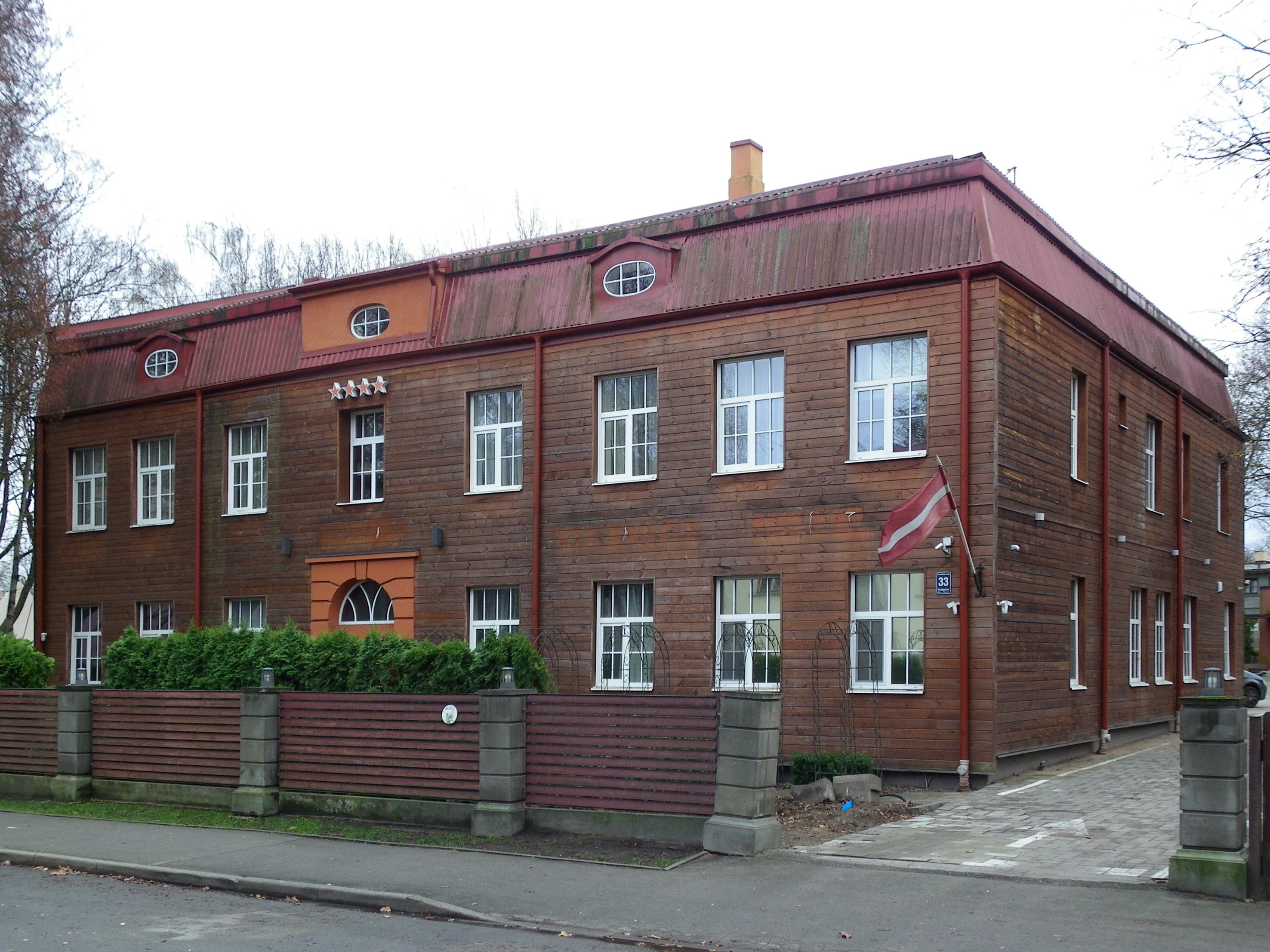
Дом № 33

## Прилегающие улицы
Улица Эрнестинес пересекается со следующими улицами:
- улица Баложу
- улица Олгас
- улица Мелнсила
- улица Лапу
- улица Сабилес
- улица Струтелес
- улица Дрейлиню
- улица Маргриетас